# Mouvement du renouveau démocratique
Pour les articles homonymes, voir Renouveau démocratique.
Le Mouvement du renouveau démocratique (en arabe : حركة التجدّد الديمقراطي) est un mouvement politique fondé en juillet 2001, par une cinquantaine d’hommes politiques, intellectuels, journalistes et universitaires libanais. Figurent parmi les membres fondateurs Nassib Lahoud, qui a occupé la présidence du mouvement de 2001 jusqu’à son décès le 2 février 2012, Bassem Jisr (vice-président entre 2001 et 2005), Misbah Ahdab (vice-président depuis 2005), Antoine Haddad (secrétaire général du mouvement), Camille Ziadé (vice-président depuis 2007, président p.i. entre le 2 février 2012 et le 19 juillet 2013), Nadim Salem, Wafic Zantout, Mona Fayad, Ziyad Baroud et Malek Mroué.
Le Mouvement du renouveau démocratique est une formation politique en phase de construction. Il représente un cadre de travail politique dont le but est de dégager un espace libanais de libertés et de démocratie, et de créer un espace civil aconfessionnel dans la société libanaise. Son but est la réforme continue de la vie politique libanaise par une approche de la citoyenneté et une réhabilitation du politique qui engagerait le pays sur la voie de la justice et de la modernité, tout en reconstruisant la souveraineté de l'État et l'indépendance du Liban.
Pour cela, le Mouvement du renouveau démocratique cherche à influer sur l'ensemble des politiques nationales intéressant la société libanaise au travers d'interventions dans le débat public, en vue de l’émergence d’un discours laïc, moderne et modéré. Le Mouvement prône une approche rationnelle de l'action publique qu'il s'efforce de mettre en pratique tant dans ses propres relations internes que dans ses relations avec la société civile et les autres forces politiques.
Quatre membres du Mouvement ont occupé le poste de député au Parlement libanais (Nassib Lahoud entre 1991 et 2005, Misbah Ahdab depuis 1996, Camille Ziadé entre 1992 et 2000 et Nadim Salem entre 1972 et 2000).
Depuis sa création, le Mouvement s’est situé dans l’opposition aux politiques gouvernementales libanaises et à l’hégémonie syrienne sur le Liban. Il a prôné la résolution de la crise politique libanaise à travers le dialogue et le strict respect de la Constitution libanaise issue des accords de Taëf. Dans ce sens, les députés représentant le mouvement ont voté contre les différents amendements à la Constitution visant à proroger les mandats des présidents Elias Hraoui et Émile Lahoud ou à permettre l’élection d’un militaire à la Présidence de la république. Ils se sont aussi opposés aux lois électorales injustes imposées par le pouvoir prosyrien.
Le Mouvement du renouveau démocratique a eu également des positions claires en faveur des libertés publiques et de la protection des droits de l’homme au Liban, notamment la liberté de la presse.
En 2002, le Mouvement a soutenu activement la candidature de Gabriel Murr aux élections partielles du Metn, dont la victoire a été cependant invalidée quelques mois plus tard par un Conseil Constitutionnel manipulé par le pouvoir. En 2004, conformément à son refus de la prorogation du mandat d’Émile Lahoud, le Mouvement a rejoint le rassemblement des forces de l’opposition libanaise et a fortement pris part à la Révolution du Cèdre lancée après l’assassinat de Rafiq Hariri.
Lors des élections législatives de 2005, en alliance avec les forces du 14 mars, le Mouvement présente six candidats : Nassib Lahoud, Michel Akl et Rafi Madayan au Metn, Camille Ziadé au Kesrwan et Misbah Ahdab à Tripoli. Seul ce dernier sera élu, les autres ayant été battus par les candidats des listes de Michel Aoun.
L'ancien président du Mouvement, Nassib Lahoud, a été candidat à la Présidence de la république en 2007.
En 2009, et à la suite de désaccords avec la coalition du 14 mars sur la stratégie électorale et l’hégémonie des grands partis de la coalition sur la prise de décision, le Renouveau démocratique a quitté l’alliance, et se pose comme parti indépendant, tout en maintenant des liens de coopérations avec le 14 mars et appuie fréquemment depuis 2011 les positions du Président de la république Michel Sleiman.
Le 19 juillet 2013, le Mouvement a élu son nouveau président, l’ancien député Camille Ziadé et son nouveau comité exécutif de 14 membres. Mona Fayad et Wafic Zantout ont été élus vice-présidents, Antoine Haddad a été reconduit au poste de secrétaire général et Malek Mroueh au poste de trésorier.